# Beyla (prefektur)
Beyla Prefecture är en prefektur i Guinea.   Den ligger i regionen Nzerekore Region, i den sydöstra delen av landet, 600 km öster om huvudstaden Conakry. Antalet invånare är 188 045. Arean är 13 612 kvadratkilometer. Beyla Prefecture gränsar till Lola, Pita, Macenta, Kerouane Prefecture, Kankan Prefecture och Nzerekore Prefecture. 
Terrängen i Beyla Prefecture är huvudsakligen kuperad, men åt nordost är den platt.
Följande samhällen finns i Beyla Prefecture:
- Beyla